# Saint-Georges-la-Pouge
Saint-Georges-la-Pouge ist eine Gemeinde im Zentralmassiv in Frankreich. Sie gehört zur Region Nouvelle-Aquitaine, zum Département Creuse, zum Arrondissement Guéret und zum Kanton Ahun. 

## Geographie
Das Gemeindegebiet wird vom Fluss Gosne durchquert, Sie grenzt im Norden an La Chapelle-Saint-Martial und Le Donzeil, im Osten an Saint-Sulpice-les-Champs, im Süden an Chavanat und La Pouge sowie im Westen an Saint-Hilaire-le-Château.

## Bevölkerungsentwicklung
| Jahr      | 1962 | 1968 | 1975 | 1982 | 1990 | 1999 | 2006 | 2012 |
| --------- | ---- | ---- | ---- | ---- | ---- | ---- | ---- | ---- |
| Einwohner | 465  | 495  | 427  | 418  | 328  | 311  | 334  | 357  |

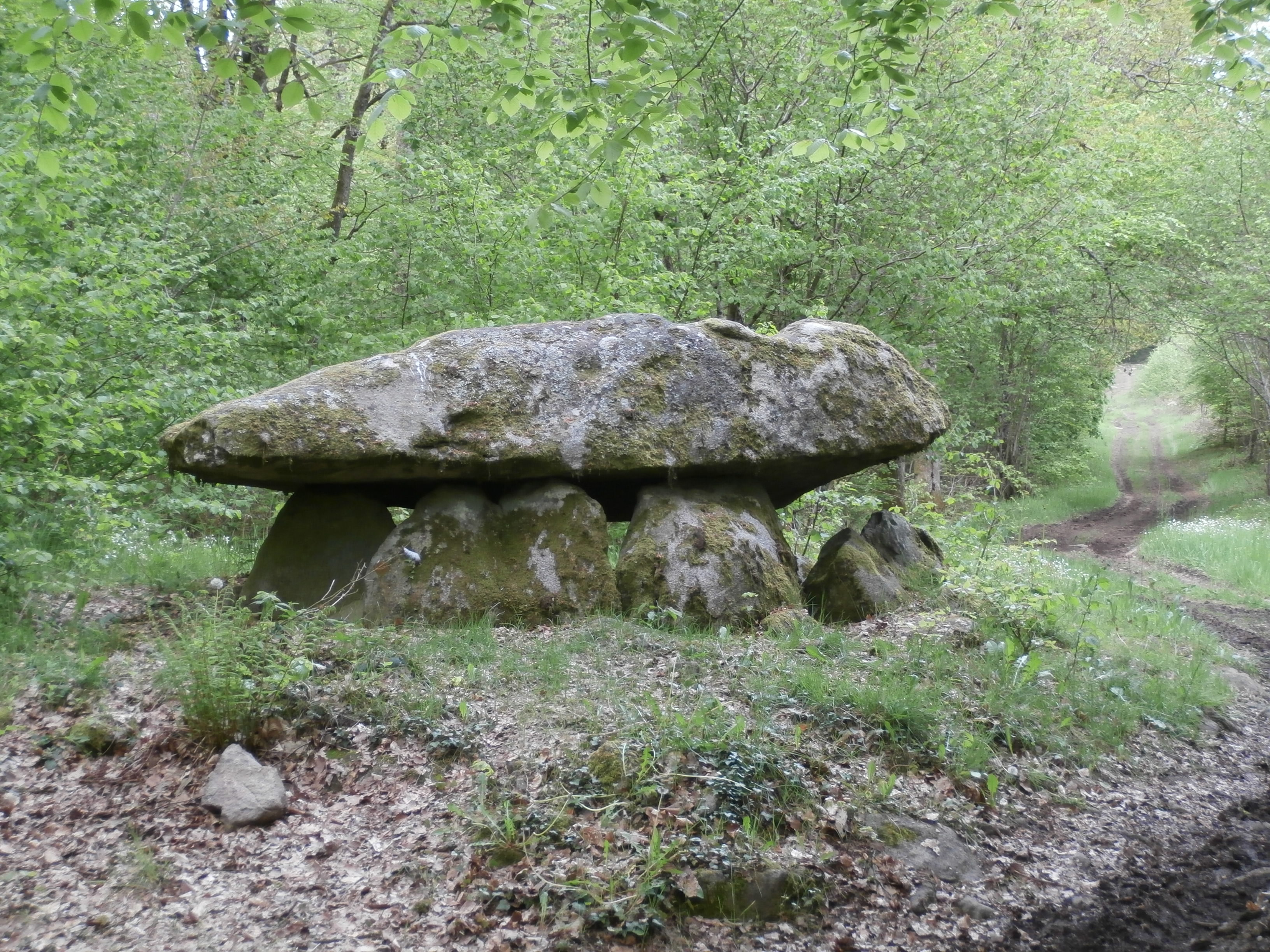
Dolmen von Ponsat
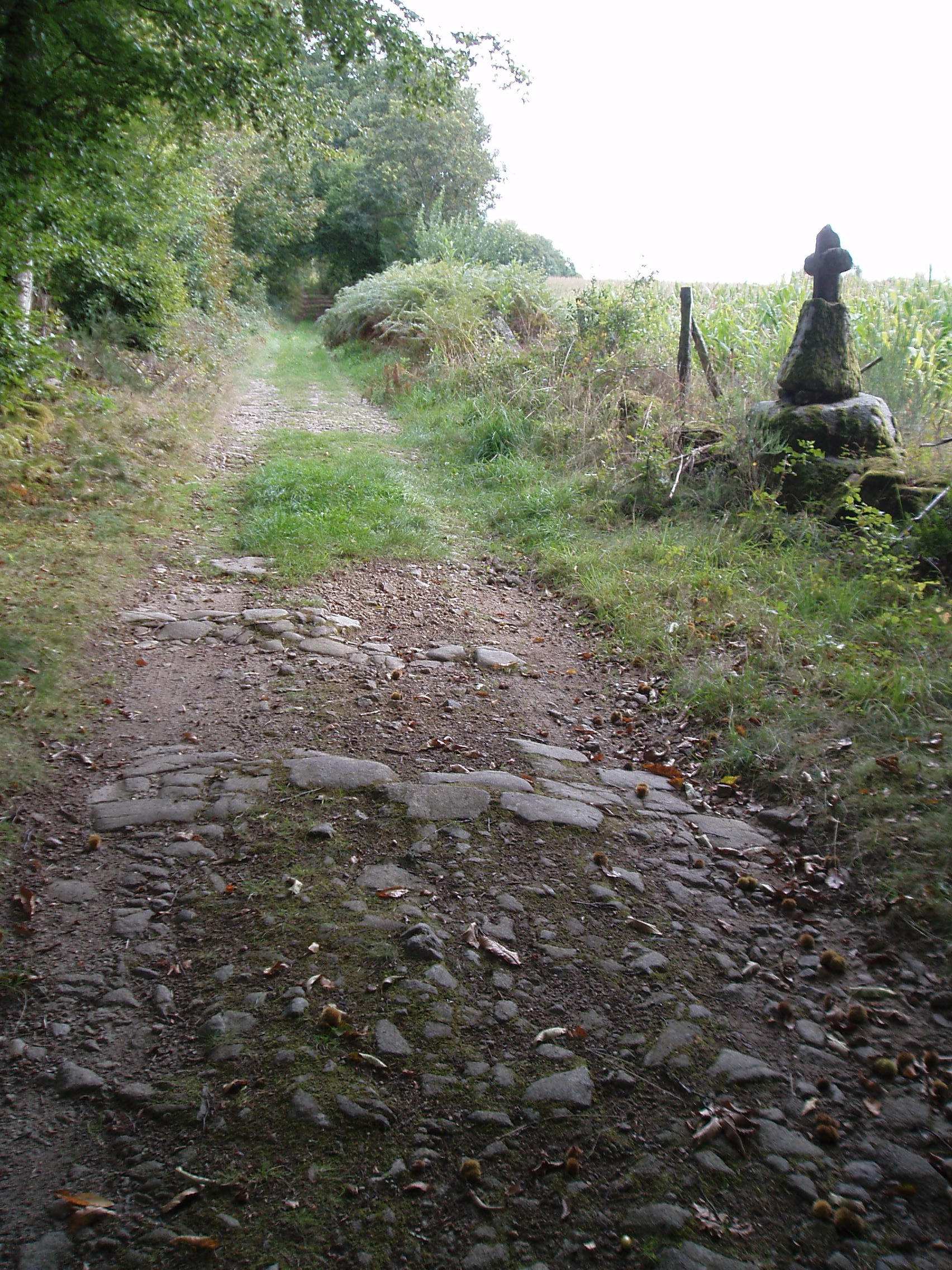
Römerstraße in Saint-Georges-la-Pouge